# Danilo Medina
Danilo Medina Sánchez, né le 10 novembre 1951 à Bohechío (République dominicaine), est un homme d'État dominicain, président de la République de 2012 à 2020. Candidat à la présidentielle du Parti de la libération dominicaine en 2000, il est battu au second tour par Hipólito Mejía. Le 20 mai 2012, il remporte l'élection présidentielle, de nouveau face à Hipólito Mejía, avec 51,21 % des voix. Il succède à Leonel Fernández le 16 août 2012.

## Des premières années jusqu'en 1990

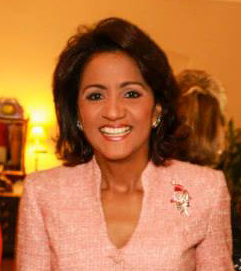
Cándida Montilla de Medina en mars 2015.

Danilo Medina est né à Arroyo Cano, San Juan de la Maguana, située au sud-ouest de la République dominicaine. Il est l'aîné d'une fratrie de huit, nés de Juan Pablo Medina et Amelia Sánchez. Il est diplômé en chimie en 1972 de l'Université autonome de Saint-Domingue. Medina est le fondateur de la section de San Juan de la Maguana du Frente Revolucionario Estudiantil Nacionalista. En 1973, Medina rejoint le professeur Juan Bosch, fondateur du Parti de la libération dominicaine (PLD). Il étudie ensuite les sciences économiques à l'Institut technologique de Saint-Domingue (INTEC) et reçoit la mention honorable en 1984. Depuis 1983, il est membre du Comité central du PLD. Aux élections de 1986, il est élu député au congrès. En 1987, il se marie à la psychologue Cándida Montilla et ont ensemble trois filles : Sibeli, Vanessa et Ana Paula.

## Carrière de 1990 à 2000
En tant que président de la Chambre des députés au Congrès national entre 1990 et 1994, il est le personnage clef dans les négociations du congrès qui permet de résoudre l'impasse politique de 1994.
Durant cette année, un conflit entre Joaquín Balaguer et José Francisco Peña Gómez éclate, où chacune des parties accuse l'autre de fraude. À la suite d'un accord entre les deux parties, l'élection présidentielle et celle du congrès ont lieu séparément.

## Président de la République

### Élection

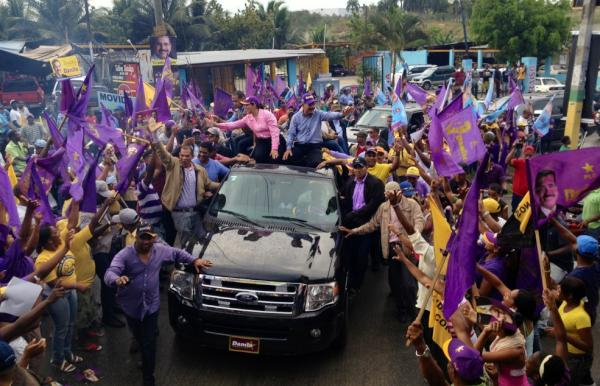
Célébration de la victoire de Medina lors de l'élection présidentielle de 2012.

Lors de l'élection présidentielle de 2012, les deux principaux candidats sont Danilo Medina, du Parti de la libération dominicaine, soutenu par une coalition de 14 partis, et Hipólito Mejía, du Parti révolutionnaire dominicain, ancien président de 2000 à 2004. D'autres candidats se présentent à cette élection : Guillermo Moreno (Alianza País), Eduardo Estrella (Dominicanos por el Cambio), Max Puig (Alianza por la Democracia) et Julián Serulle (Frente Amplio).
Medina choisit comme colistière à la vice-présidence, Margarita Cedeño, épouse du chef de l'État sortant Leonel Fernández.
Le président Fernández est donc remplacé par Medina à la suite de l'élection présidentielle de 2012. Mejía ayant été battu dès le premier tour par Medina.

### Premier mandat
Medina commence son mandat par une série de réformes controversées afin de faire face à la situation fiscale laissée par le gouvernement de Fernández qui, malgré une politique d'austérité, a laissé un grand déficit fiscal durant son dernier mandat estimé à plus de 180 milliards de pesos dominicains.
Durant sa présidence, la République dominicaine renoue avec une croissance forte, proche des 6 %, et le taux de chômage passe de 14 à 5 %. L'inflation reste faible et le PIB augmente de 15 milliards. Il parvient à diviser par deux le déficit grâce à sa politique d'austérité, qui était de 6,7 % en 2012 à 3 % en 2017. Cependant, la dette publique, qui était de 40 % à son arrivée, augmente pour atteindre 50 % fin 2017.
Bien que peu charismatique, il se rend populaire grâce à une équipe de communicants efficaces, au contrôle des médias et au clientélisme.

### Réélection

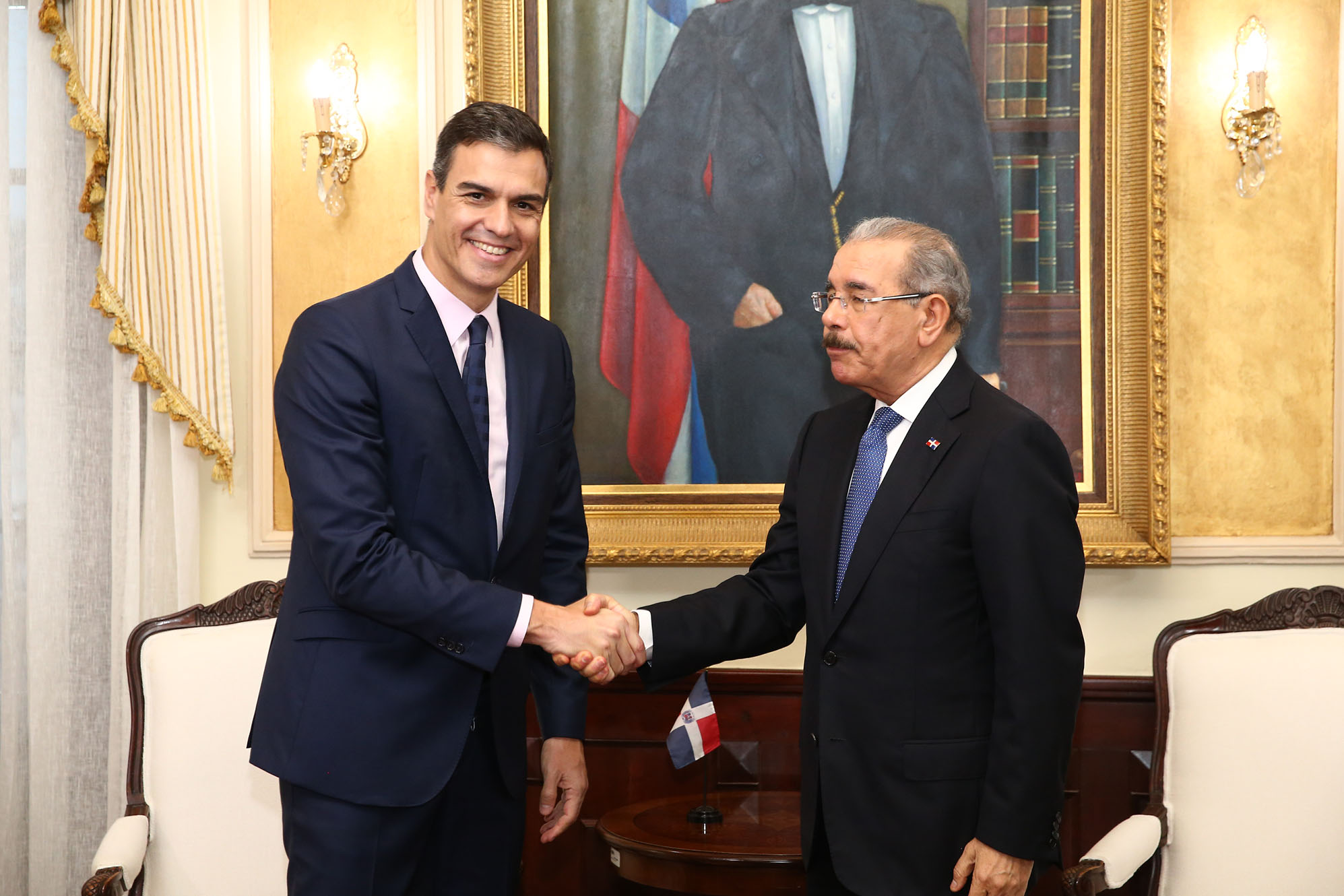
Daniel Medina et le chef du gouvernement espagnol Pedro Sánchez.

Ces élections font suite à l'élection présidentielle dominicaine de 2012  et aux élections sénatoriales, législatives et municipales dominicaines de 2010. Le mandat des députés et sénateurs, habituellement de 4 ans, a été porté à 6 ans en 2010, de façon à faire coïncider leur fin avec celui du mandat présidentiel, et à désigner l'ensemble des élus lors des élections générales de 2016.
C'est la première fois que l'élection présidentielle a lieu en même temps que les autres scrutins. Medina est réélu à la présidence de la République avec 61,74 % des voix. Sa campagne aurait été en partie financée par la multinationale brésilienne Odebrecht. Le principal stratège électoral de la campagne est condamné en mars 2017 à huit ans de prison au Brésil pour corruption, ayant été l’un des intermédiaires chargés de la distribution des pots-de-vin d’Odebrecht. 
Le pays connaît en 2017 plusieurs semaines de « marche verte » contre les affaires de corruption récurrentes impliquant des membres de l’administration de Danilo Medina et le manque de réaction de la justice.
Son gouvernement est proche de l’administration Trump concernant les relations internationales. Au sujet du Venezuela, il refuse de reconnaître le président Nicolás Maduro et apporte son soutien à Juan Guaidó, un dirigeant de l'opposition s'étant auto-proclamé président. Il est convoqué avec les autres dirigeants pro-américain des Caraïbes à une réunion avec Donald Trump en mars 2019 pour définir une politique commune sur la situation au Venezuela et les « pratiques économiques prédatrices » de la Chine.

### Émigration dans le monde
Durant les trois dernières décennies, les envois de fonds des Dominicains résidents à l'étranger, principalement aux États-Unis, deviennent de plus en plus importants pour l'économie. De 1990 à 2000, la population dominicaine aux États-Unis augmente rapidement, passant de 520 121 en 1990 à 1 041 910 personnes en 2000 dont les deux tiers sont nés en République dominicaine. Plus de la moitié d'entre eux vivent à New-York en particulier dans le quartier de Washington Heights, au nord de Manhattan. Durant la dernière décennie, la République dominicaine est devenue la principale source d'immigration vers New-York et aujourd'hui le Grand New York compte plus de Dominicains que n'importe quelle autre ville, à l'exception de Saint Domingue. Des communautés dominicaines se sont aussi développées dans le New Jersey (en particulier à Paterson), à Miami, Boston, Philadelphie, Providence et Lawrence (Massachusetts).
De plus, des dizaines de milliers de Dominicains et leurs descendants vivent à Porto Rico. Beaucoup d'entre eux arrivent de manière illégale par le Canal de la Mona. Certains s'y établissent, d'autres continuent leur route vers les États-Unis.
En 2006, les Dominicains résidant à l'étranger ont envoyé environ trois milliards de dollars à leurs familles restées au pays. En 1997, une nouvelle loi rentre en vigueur permettant aux Dominicains résidents à l'étranger de conserver leur citoyenneté et d'exercer leur droit de vote à l'élection présidentielle. Le président, Leonel Fernández qui a grandi à New York, a été le principal bénéficiaire de cette loi.